# Musée Sorolla
Le musée Sorolla est un musée espagnol, situé à Madrid, dans la dernière maison habitée par le peintre Joaquín Sorolla. Il a été fondé par Clotilde García del Castillo, épouse de l'artiste, et abrite une collection des tableaux de ce dernier.
Le musée est actuellement fermé pour travaux de rénovation et d'agrandissement; sa réouverture est prévue pour le début de l'annés 2026.

## Collections
Sorolla a peint un grand nombre de tableaux en rapport avec la mer et la plage, et notamment son œuvre la plus célèbre : Promenade au bord de la mer, peinte en 1909. Le musée conserve huit autoportraits du peintre, sur les quinze qu'il a peints, dont celui exécuté en 1904.
Le musée Sorolla conserve également six dessins, études préparatoires pour les huiles sur toile Le Bain peinte en 1899 (détruite) et Sortant du bain de 1915.

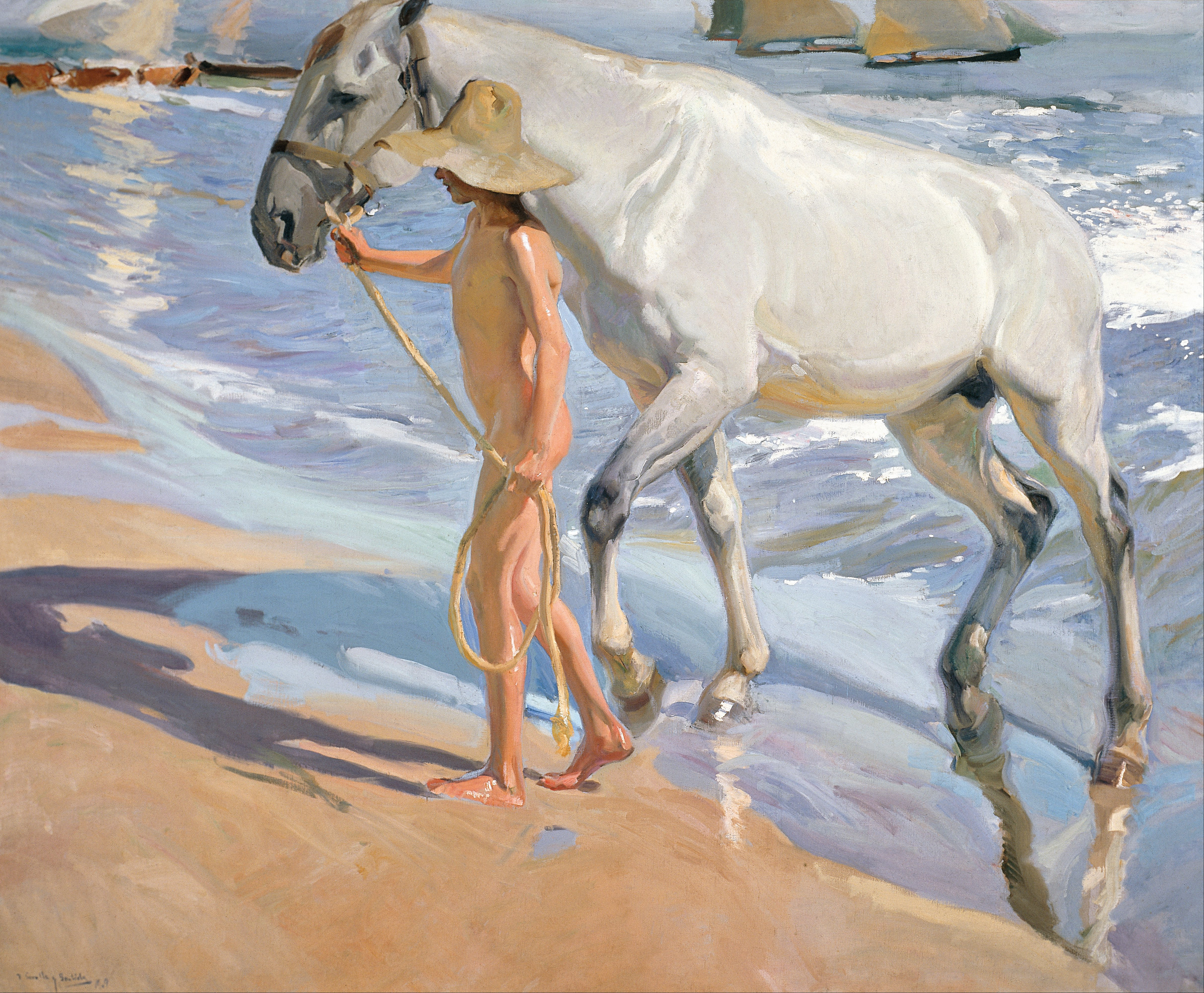
Le Bain du cheval
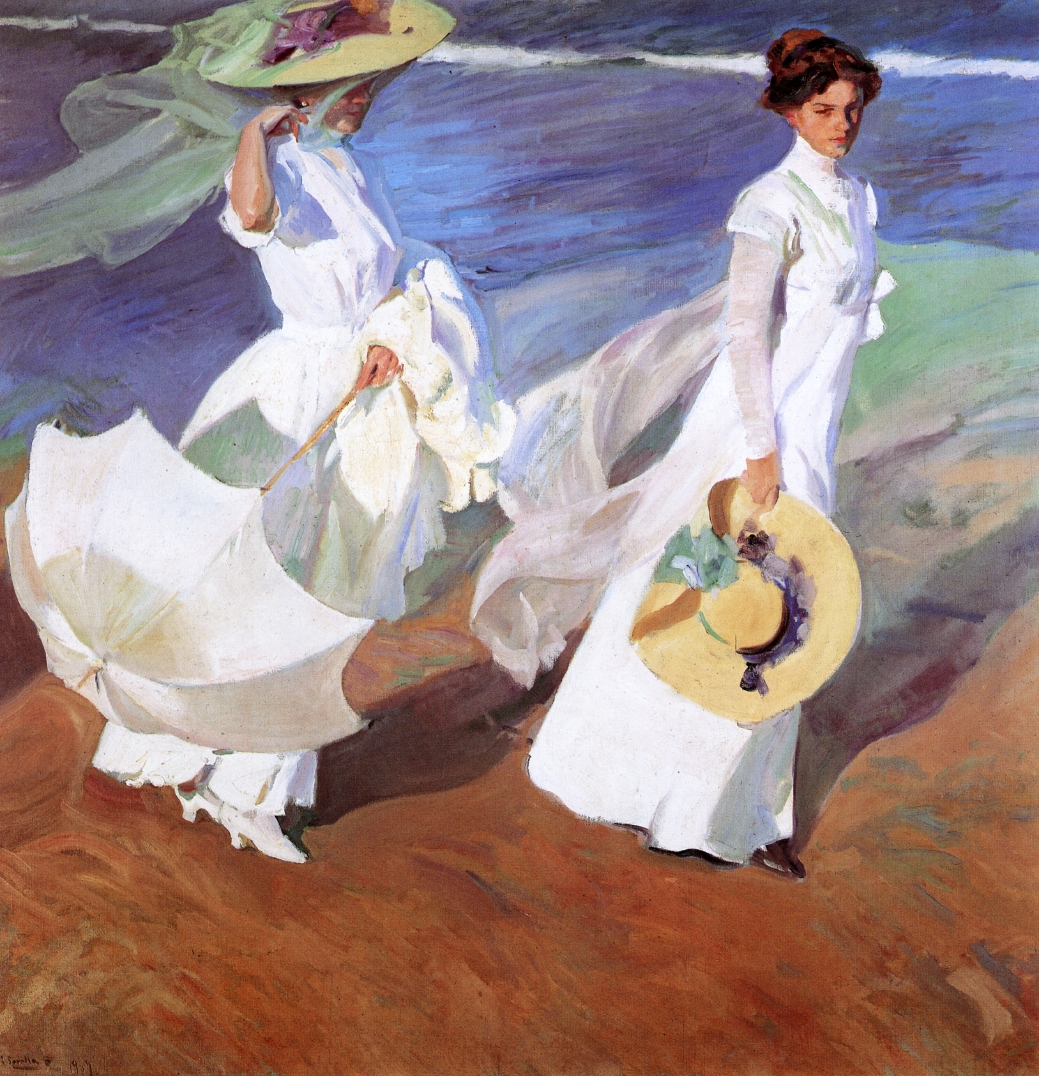
Promenade au bord de la mer, été 1909.
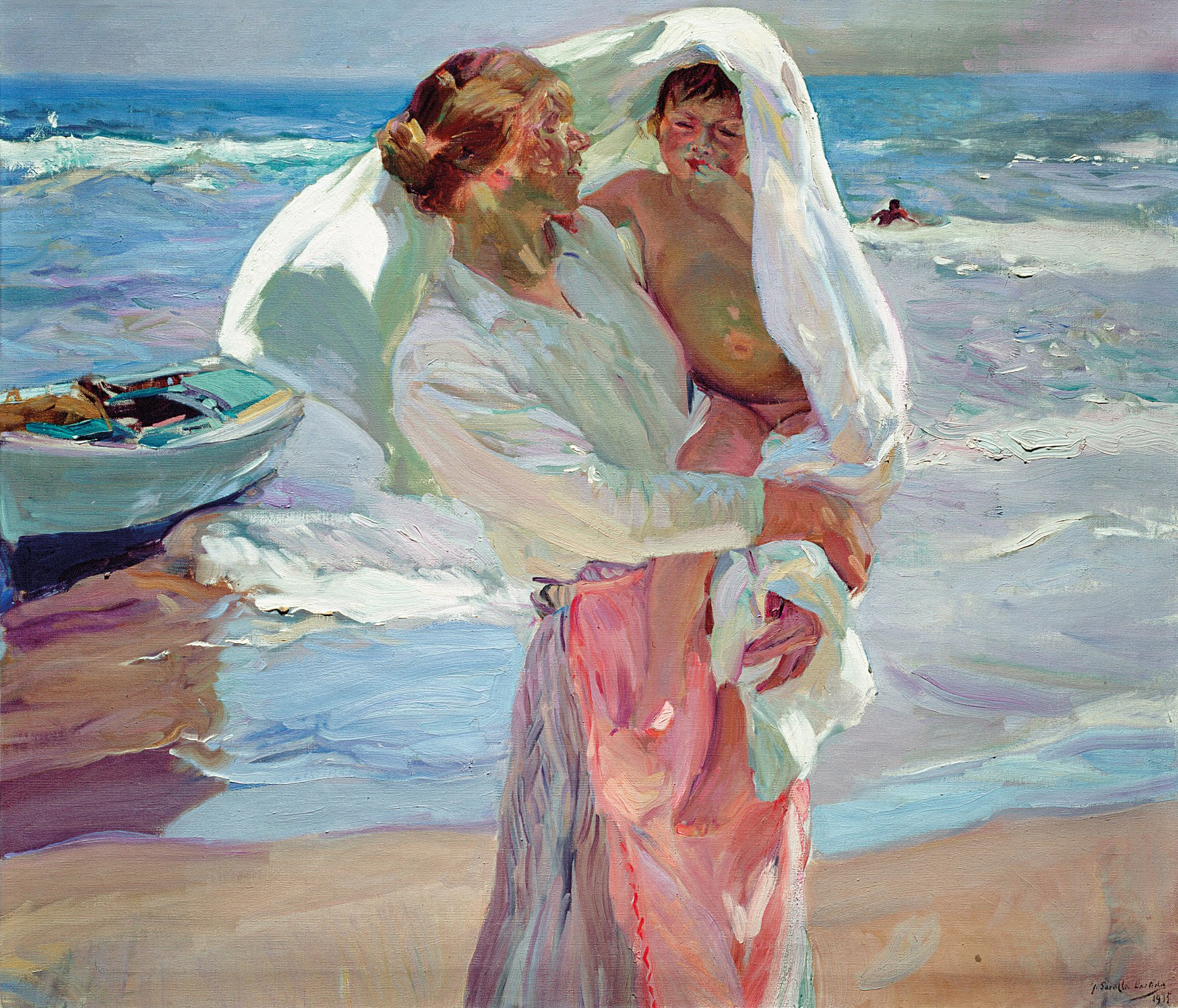
La Sortie du bain
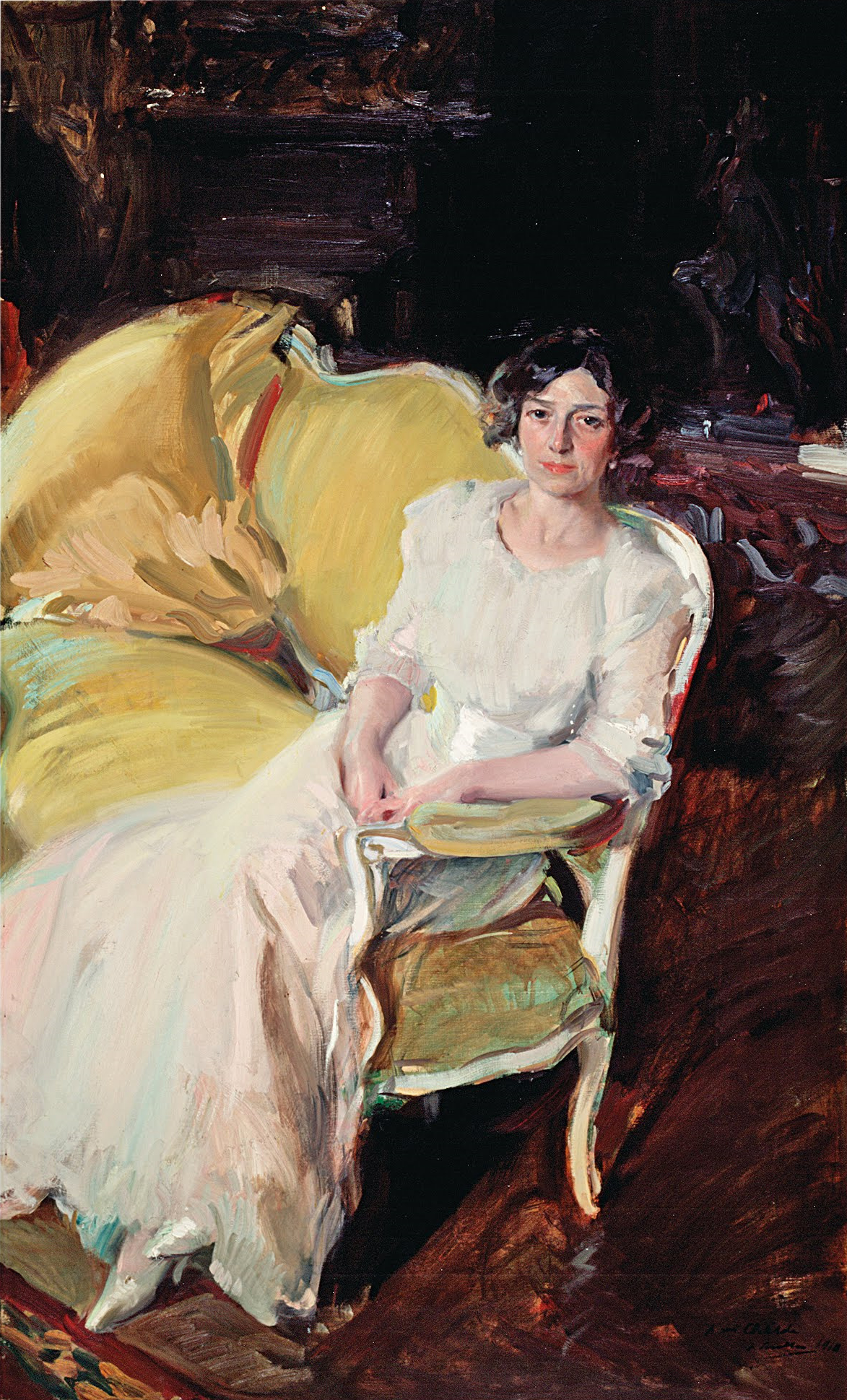
Clotilde assise sur un canapé, huile sur toile, 1910.
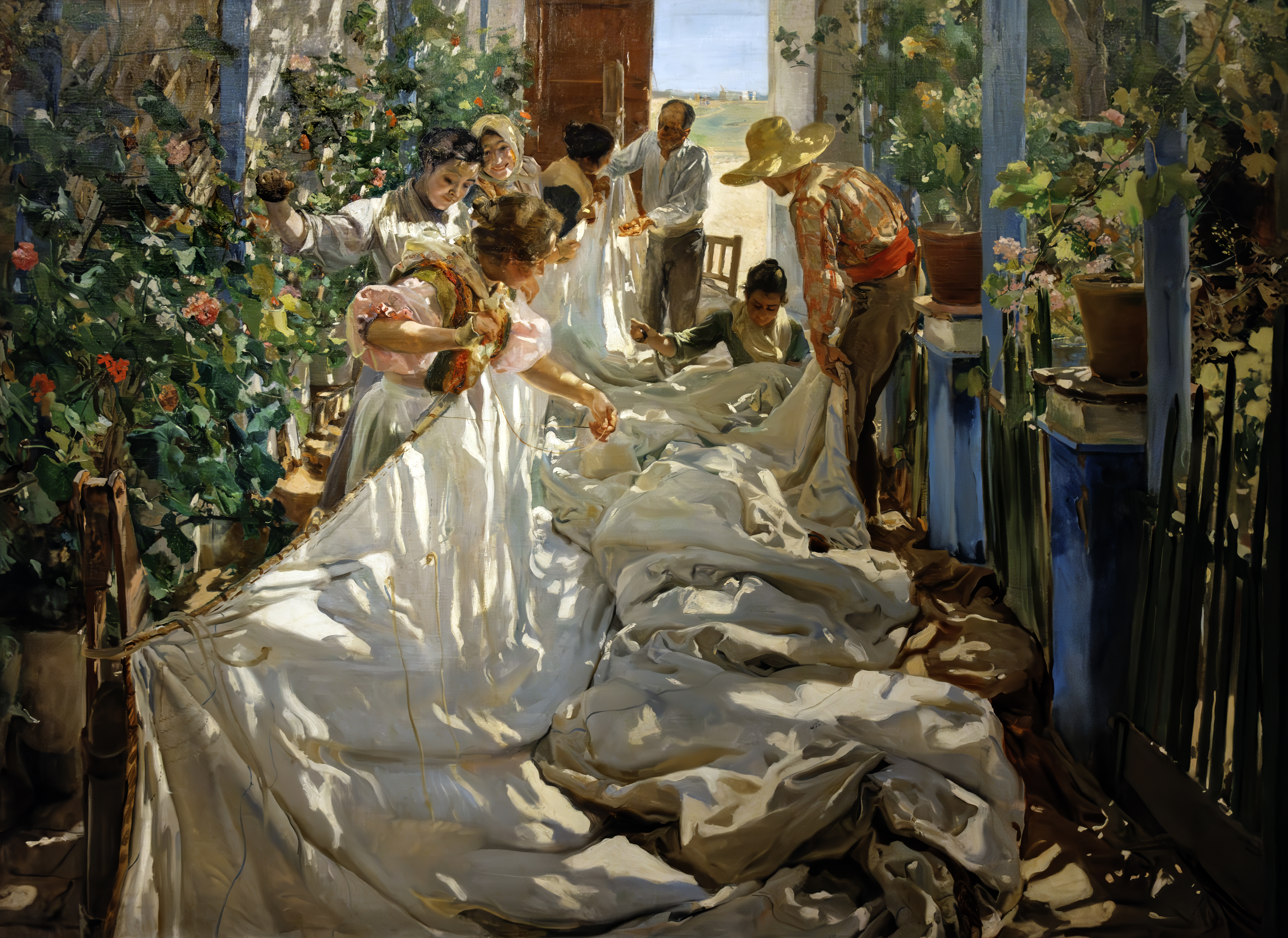
Cousant la voile, 1896.